# Primachina
La  primachina  è il principio attivo di indicazione specifica contro la malaria. La primachina non viene commercializzata in Italia e non viene utilizzata per il trattamento delle forme acute, ma per la bonifica dalle forme intraepatiche (ipnozoiti) di P. vivax e P. ovale, per prevenire le recidive.

## Storia
Scoperta da Paul Ehrlich che nel 1891 notò una debole attività plasmodicida del blu di metilene, fra tutti gli antimalarici 8-aminochinolinici studiati durante le guerre del 1900 è l'unico a essere sottoposto come cura antimalarica.

## Indicazioni
È utilizzato come medicinale per il trattamento antimalarico nell'uomo.

## Controindicazioni
È controindicata nelle donne gravide e nei bimbi sotto i 4 anni, ed è inutile per le forme di trasmissione atipiche. Per il rischio di emolisi, prima di iniziare la terapia bisogna valutare la presenza nel paziente di eventuali deficit enzimatici eritrocitari (deficit della G6PD, ovvero glucosio-6-fosfato-deidrogenasi).

## Dosaggi
- Adulti, 15 mg base (26,3 mg di primachina fosfato) per os 1 volta/die per 15 giorni.
- Bambini, 0,3 mg/kg base, 0,5 mg/kg di primachina fosfato.

## Farmacodinamica
La primachina ha un'azione distruttiva nei confronti nelle forme tardive e latenti del Plasmodium vivax e Plasmodium ovale.

## Effetti indesiderati
Alcuni degli effetti indesiderati sono vomito, nausea, anoressia, anemia emolitica, dolore addominale, leucopenia. Possiede anche azione gameticida nei confronti di tutte le quattro specie di plasmodi che infettano l'uomo. Si suppone che tali effetti siano dovuti a una conversione della molecola in elettrofili reattivi dannosi per i plasmodi.